# Spondylosoma
Spondylosoma (лат.) — вымерший род авеметатарзалий из клады Aphanosauria, известный по ископаемым остаткам из среднетриасовых (ладинских) отложений формации Санта-Мария (Santa Maria Formation) в Бразилии. Включает единственный вид — Spondylosoma absconditum.

## История изучения
Фридрих фон Хюне описал этот род в 1942 году на основе фрагментарного посткраниального скелета, ныне хранящегося в Тюбингенском университете. Этот скелет включает два зуба, два шейных, четыре спинных и три крестцовых позвонка, лопатки, часть плечевой кости, часть бедренной кости и часть лобковой кости. На момент описания фон Хюне считал, что эти остатки принадлежали прозавроподу.

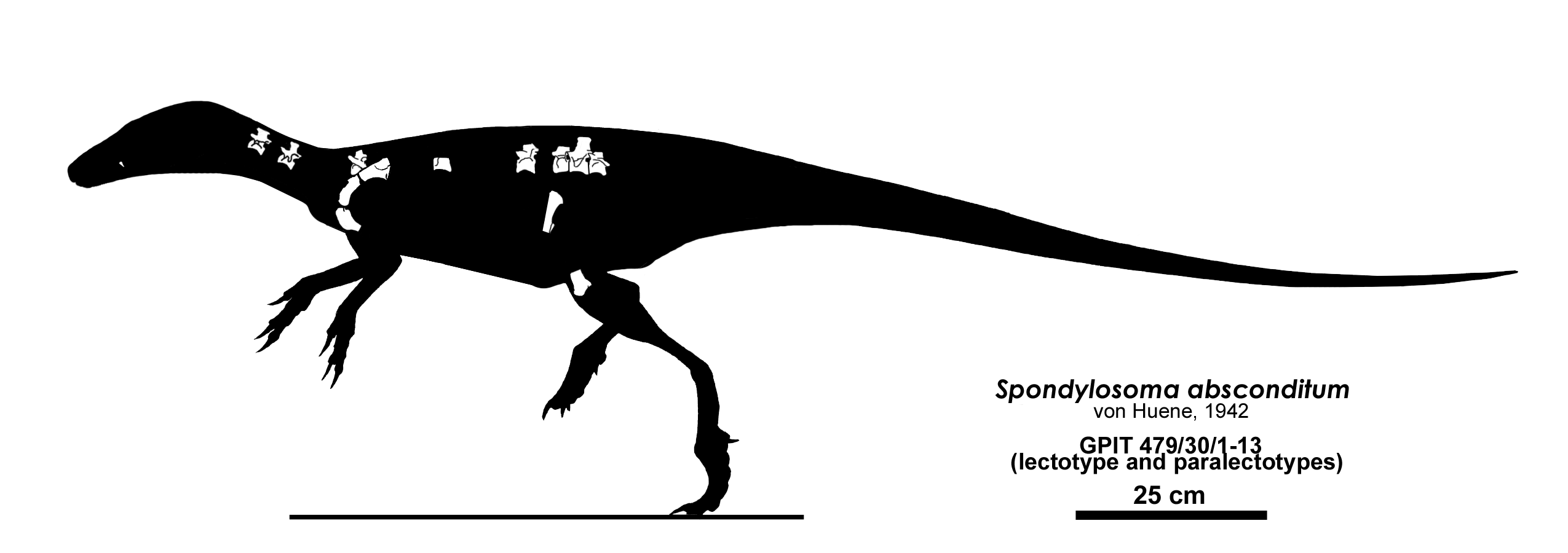
Устаревшая реконструкция Spondylosoma как базального динозавра

С открытием базального динозавра ставрикозавра, Spondylosoma привлёкла внимание исследователей как возможно родственный к нему таксон. Авторы расходились во мнениях, рассматривая егё либо как базального динозавра, либо как «текодонта» или другого базального архозавра. В 2000 году Питер Галтон отметил, что у животного отсутствуют признаки, позволяющие отнести его к динозаврам, и оно, вероятно, было членом Rauisuchia, близким к рауизухидам; в 2004 году Макс Лангер оспорил эту точку зрения и включил Spondylosoma в число возможных базальных динозавров, схожих с Herrerasauria (но не исключил полностью родство с рауизухиями). В своей диссертации 2009 года об эволюции архозавров Стерлинг Несбитт отнёс Spondylosoma к архозаврам в положении incertae sedis, отметив, что признаки, которые Галтон использовал для предварительного отнесения этого рода к рауизухидам, также встречаются у этозавров, и что в голотипе отсутствуют признаки, позволяющие отнести Spondylosoma к псевдозухиям или орнитодирам.
Переописание Teleocrater в 2017 году выявило многочисленные сходства между Spondylosoma и несколькими другими таксонами архозавров триасового периода, что привело к их объединению к новой кладе архозавров — Aphanosauria — которая является сестринской группой по отношению к орнитодирам в составе авеметатарзалий.